# Arche Wattenmeer

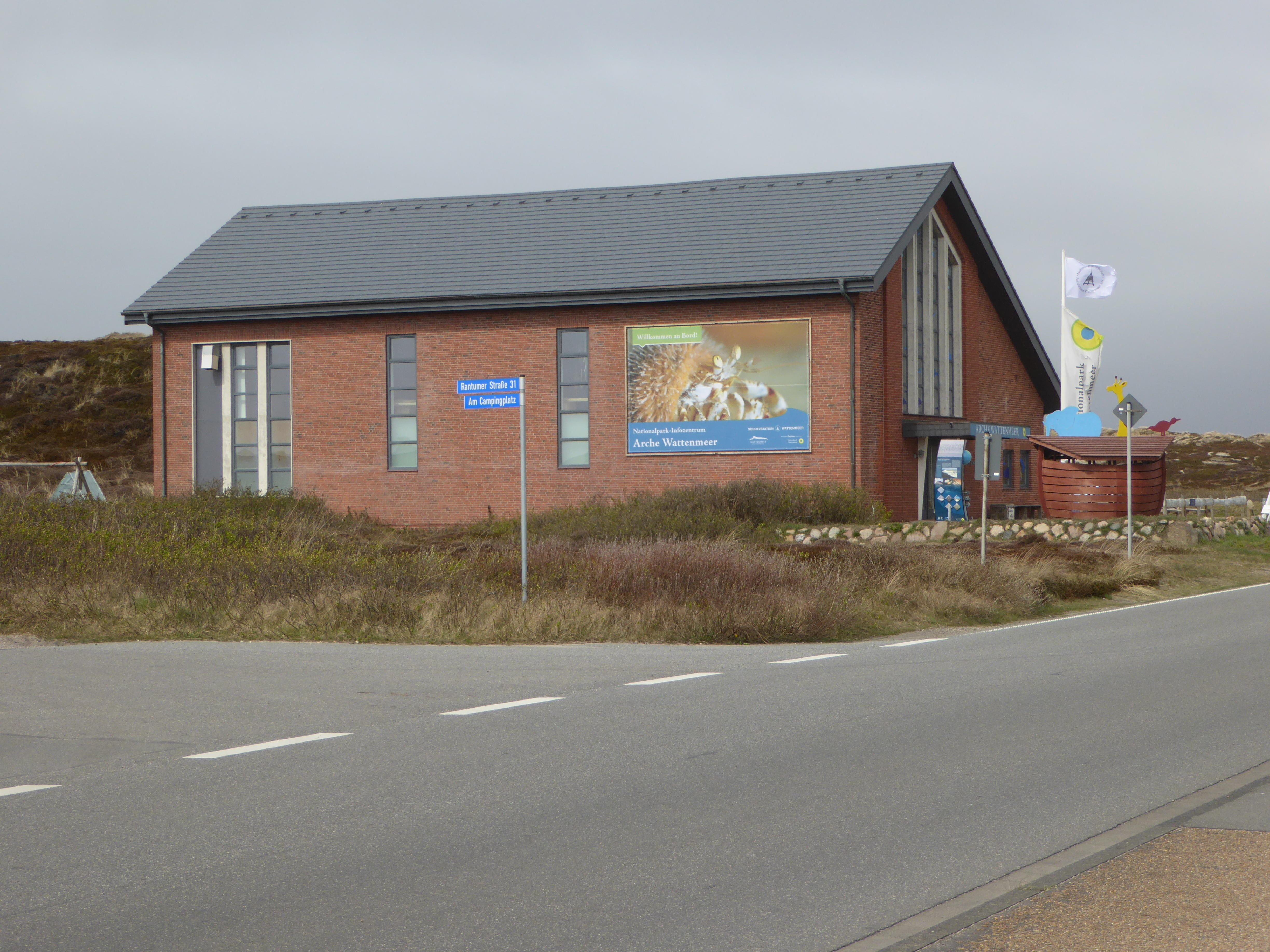
Die ehemalige Kirche St. Josef

Die Arche Wattenmeer ist eine Ausstellung über den Naturraum Wattenmeer in der ehemaligen katholischen Kirche St. Josef in Hörnum (Sylt).
Die Ausstellung wurde von der Schutzstation Wattenmeer nach vier Jahren Planung und Kosten von einer Million Euro am 3. Juli 2013 eingeweiht. Bevor die Ausstellung in die ehemalige Kirche einziehen konnte, musste das Erzbistum Hamburg in die Profanierung der 1962 gesegneten Kirche einwilligen. Am 28. Februar 2008 bat der Ortspfarrer Ulrich Hoppe aus der katholischen Pfarrei St. Christophorus in Westerland um die Entwidmung beim damaligen Erzbischof Werner Thissen. Erst danach kam die Idee einer Zusammenarbeit mit der Schutzstation Wattenmeer.
Auf rund 800 Quadratmetern Ausstellungsfläche bietet die Ausstellung einen Mix aus Schautafeln, Präparaten und „Natur zum Anfassen“. Sichtbares Zentrum der Ausstellung ist die raumgreifende Holzarche. Sie soll auf die Vielfalt des Lebens in der Nordsee verweisen. Bischofsvertreter Gothart Magaard, der die Ökumenische Stiftung für Schöpfungsbewahrung und Nachhaltigkeit vertrat, sagte bei der Eröffnung: „Wir müssen lernen und begreifen, dass Umweltkrise und Klimawandel auch in unserem Nahraum stattfinden.“